# 高平陵
高平陵是中国三國時代魏明帝曹叡的陵园，位于河南省汝阳县内埠乡茹店村东南。面积660平方米，墓为覆斗形，高16米，周长200米。顶部平坦，封土夯筑。
公元249年，曹魏权臣曹爽随皇帝曹芳拜谒高平陵。另一位权臣司马懿趁机发动政变，夺取曹魏的实际控制权，为司马氏取代曹氏称帝奠定基础，史称高平陵之变。